# Shigeo Suzuki
Shigeo Suzuki (jap. 鈴木 茂男, Suzuki Shigeo; * um 1940) ist ein japanischer Jazzmusiker (Altsaxophon, Sopransaxophon, Flöte, auch Klarinette).
Shigeo Suzuki war ab den frühen 1960er-Jahren in der japanischen Jazzszene aktiv; sein Hauptinstrument war das Altsaxophon. 1961 entstanden erste Aufnahmen (Karuizawa Music Inn) mit einer Band, in der u. a. Sadao Watanabe, Akira Miyazawa, Tadayuki Harada, Norio Maeda, Tatsurō Takimoto und Takeshi Inomata spielten.  Er arbeitete in den folgenden Jahren u. a. mit Helen Merrill (In Japan, 1963), Toshiko Akiyoshi, Takeshi Inomata & His West Liners, Hiroshi Suzuki und mit Terumasa Hino. In den 1970er- und 80er-Jahren wirkte er bei Aufnahmen von Sadakazu Tabata & Groovy 11, als Mitglied von Toshiyuki Miyamas Bigband New Herd mit Charles Mingus (Charles Mingus with Orchestra 1971).
Ferner spielte Suzuki mit Masabumi Kikuchi/Gil Evans (1972), Masahiko Togashi, Jimmy Takeuchi, Yūji Takahashi, Yumi Matsutoya, Takeo Yamashita, Yoshimasa Kasai & His New Orleans Jass Band und mit der Rockband Southern All Stars. Er arbeitete ferner mit eigenen Formationen; in seinem Sextett spielten u. a. Hiroshi Suzuki (Posaune), Ichirō Mimori (Saxophon) und Masabumi Kikuchi. Unter eigenem Namen legte er das Album Brisa (BMG/SONY) vor. Im Bereich des Jazz listet ihn Tom Lord zwischen 1961 und 1984 bei 34 Aufnahmesessions, zuletzt mit Martha Miyake (Sentimental Journey/Route 66).